# Julot, l'Apache
Julot, l'Apache (titre original : Julot, der Apache) est un film muet allemand réalisé par Joseph Delmont et Hertha von Walther, sorti en 1921. 

## Synopsis
Inconnu.

## Fiche technique
- Titre original : Julot, der Apache
- Titre français : Julot, l'Apache
- Réalisation : Joseph Delmont et Hertha von Walther
- Scénario : Joseph Delmont, Walter Lierke
- Cinématographie : Edoardo Lamberti, Giovanni Vitrotti
- Direction artistique : Willi Herrmann
- Producteur : Luciano Albertini
- Sociétés de production : Albertini-Film
- Pays de production :  République de Weimar
- Longueur : 2 130 m, 6 bobines
- Format : Noir et blanc - 1,33:1 - 35 mm  - Muet
- Dates de sortie : 
  - République de Weimar : 11 novembre 1921

## Distribution
- Luciano Albertini
- Alfred Haase
- Linda Albertini
- Paul Moleska
- Hermine Straßmann-Witt
- Ellen Ulrich
- Wilhelm Diegelmann
- Margarete Kupfer
- Hertha von Walther
- Fräulein Kühn